# سراجق
سراجق قرية عراقية تقع على بعد 45 كم شرق بعقوبة، تضم ما يقرب من ثمانية الاف اسرة، وهي اقدم قرية زراعية في محافظة ديالى. يعود تاسيسها إلى نحو 150 سنة تقريبا.